# Cacostola
Cacostola is een kevergeslacht uit de familie van de boktorren (Cerambycidae). De wetenschappelijke naam van het geslacht werd voor het eerst geldig gepubliceerd in 1859 door Fairmaire & Germain.

## Soorten
Cacostola omvat de volgende soorten:
- Cacostola acuticauda Marinoni & Martins, 1982
- Cacostola apyraiuba Martins & Galileo, 2008
- Cacostola bimaculata Martins, Galileo & Limeira-de-Oliveira, 2009
- Cacostola brasiliensis Thomson, 1868
- Cacostola cana Marinoni & Martins, 1982
- Cacostola clorinda Dillon & Dillon, 1946
- Cacostola colombiana Martins & Galileo, 1999
- Cacostola exilis Martins, Galileo & Limeira-de-Oliveira, 2011
- Cacostola flexicornis Bates, 1866
- Cacostola fusca Thomson, 1868
- Cacostola fuscata Dillon & Dillon, 1952
- Cacostola gracilis Marinoni & Martins, 1982
- Cacostola grisea Dillon & Dillon, 1946
- Cacostola janzeni Chemsak & Linsley, 1986
- Cacostola leonensis Dillon & Dillon, 1946
- Cacostola lineata (Hamilton, 1896)
- Cacostola mexicana (Breuning, 1943)
- Cacostola nelsoni Chemsak & Linsley, 1986
- Cacostola nordestina Martins & Galileo, 1999
- Cacostola obliquata Martins & Galileo, 1995
- Cacostola ornata Fleutiaux & Sallé, 1889
- Cacostola parafusca Martins, Galileo & Limeira-de-Oliveira, 2009
- Cacostola rugicollis Bates, 1885
- Cacostola salicicola (Linsley, 1934)
- Cacostola simplex (Pascoe, 1859)
- Cacostola sirena Dillon & Dillon, 1946
- Cacostola strandi (Breuning, 1943)
- Cacostola sulcipennis Melzer, 1934
- Cacostola vagelineata Fairmaire & Germain, 1859
- Cacostola vanini Martins, 1979
- Cacostola variegata Dillon & Dillon, 1946
- Cacostola volvula (Fabricius, 1787)
- Cacostola zanoa Dillon & Dillon, 1946